# 普羅格雷斯 (密西西比州)
普羅格雷斯（英語：Progress）是位於美國密西西比州派克縣的非建制地區。

## 歷史
普羅格雷斯的郵局於1937年設立，其後於1955年停運。

## 地理
普羅格雷斯所處的海拔為高於海平面114米（即374英呎），而該地所採用的時區為UTC-6，即北美中部時區（CST）。同時該地設有夏令時間，為UTC-6調快一小時，即UTC-5（CDT）。